# Никоново (Пензенская область)
Никоново — населённый пункт (тип: станция) в Городищенском районе Пензенской области. Входит в состав городского поселения рабочий посёлок Чаадаевка.

## География
Населённый пункт расположен в восточной части области на расстоянии примерно в 20 километрах по прямой к востоку-юго-востоку от районного центра Городище.
Часовой пояс
Населённый пункт Никоново как и вся Пензенская область, находится в часовой зоне МСК (московское время). Смещение применяемого времени относительно UTC составляет +3:00.

## Население
| 2010 |
| ---- |
| 3    |

Национальный состав
Согласно результатам переписи 2002 года, население отсутствовало.